# Pristimantis latericius
Espèce
Pristimantis latericius est une espèce d'amphibiens de la famille des Craugastoridae.

## Répartition
Cette espèce est endémique de la province de Morona-Santiago en Équateur. Elle se rencontre à environ 2 750 m d'altitude dans le parc national Sangay.

## Description
Les 6 spécimens mâles adultes observés lors de la description originale mesurent entre 22,18 mm et 25,13 mm de longueur standard.

## Étymologie
Le nom spécifique latericius vient du latin latericius, la brique, en référence à la coloration dorsale de cette espèce.

## Publication originale
- Batallas & Brito, 2014 : Nueva especie de rana del género Pristimantis del grupo lacrimosus (Amphibia: Craugastoridae) del Parque Nacional Sangay, Ecuador. Papéis Avulsos de Zoologia, São Paulo, vol. 54, p. 51–62 (texte intégral).